# Taevion Kinsey
Taevion Kinsey (Columbus, Ohio; 10 de marzo de 2000) es un baloncestista estadounidense que perteece a la plantilla de los Salt Lake City Stars de la G League. Con 1,96 metros de estatura, juega en la posición de escolta.

## Trayectoria deportiva

### Universidad
Jugó cinco temporadas con los Thundering Herd de la Universidad Marshall, en la que promedió 17,1 puntos, 4,9 rebotes, 3,6 asistencias y 1,1 robos de balón por partido. En su primera temporada fue incluido en el mejor quinteto de novatos de la Conference USA, tras promediar 10,5 punto sy 4,0 rebotes por partido. Las tres temporadas siguientes también aparecería en las listas de honor de la conferencia, siendo incluido en 2021 en el mejor quinteto absoluto.
El 17 de noviembre de 2022 superó la marca de los 2000 puntos, anotando 14 puntos en la victoria sobre Miami (OH). Al final de la temporada regular, fue nombrado Jugador del Año de la Sun Belt Conference. En una derrota en cuartos de final en el torneo de la Sun Belt de 2023, se convirtió en el máximo anotador de todos los tiempos en la historia de Marshall, superando a Jon Elmore.

#### Estadísticas
| Año     | Equipo   | PJ  | PT  | MPP  | %TC  | %3P  | %TL  | RPP | APP | ROB | TPP | PPP  |
| ------- | -------- | --- | --- | ---- | ---- | ---- | ---- | --- | --- | --- | --- | ---- |
| 2018–19 | Marshall | 37  | 13  | 24.8 | .587 | .357 | .667 | 4.0 | 1.3 | .8  | .5  | 10.5 |
| 2019–20 | Marshall | 32  | 32  | 36.0 | .490 | .264 | .682 | 5.0 | 4.2 | 1.1 | .4  | 16.4 |
| 2020–21 | Marshall | 22  | 22  | 37.7 | .532 | .413 | .818 | 6.2 | 3.0 | .8  | .3  | 19.5 |
| 2021–22 | Marshall | 31  | 31  | 36.9 | .429 | .183 | .745 | 5.1 | 4.2 | 1.0 | .1  | 19.1 |
| 2022–23 | Marshall | 32  | 32  | 37.8 | .556 | .404 | .744 | 4.9 | 5.4 | 1.7 | .5  | 22.1 |
| Total   | Total    | 154 | 130 | 34.1 | .507 | .302 | .732 | 4.9 | 3.6 | 1.1 | .4  | 17.1 |

### Profesional
Tras no ser elegido en el Draft de la NBA de 2023, se unió a los Utah Jazz para disputar la NBA Summer League de 2023. El 30 de agosto de 2023 firmó con los Jazz, pero fue despedido el 11 de octubre. El 30 de octubre se unió a su filial, los Salt Lake City Stars. El 9 de marzo de 2024 firmó un contrato por diez días con los Jazz, pero no llega a debutar y es cortado tres días después. El 13 de marzo regresa a los Stars.
En julio de 2024 firma un contrato dual con Utah Jazz, pero es cortado el 12 de agosto. El 28 de octubre se reincorporó a los Salt Lake City Stars.